# Humphrey Procter-Gregg
Pour les articles homonymes, voir Procter et Gregg.
Humphrey Procter-Gregg, né le 31 juillet 1895 à Kirkby Lonsdale, dans le comté de Cumbria − mort le 13 avril 1980 à Grange-over-Sands, est un compositeur, musicologue et pédagogue britannique.

## Discographie
- Un CD sur Dutton : Concerto pour clarinette - Ian Scott (clarinette) et le Royal Ballet Sinfonia dir. Barry Wordsworth, Dutton CDLX 7153, 2005
- Un CD sur Dutton : Sonate no 3 pour violon et piano - Sonate pour clarinette et piano - Sonate pour cor et piano - Westmoreland Sketches (Richard Howarth violon, Nicholas Cox clarinette, Robert Ashworth cor, Ian Buckle, piano) CDLX 7165, 2006.
- Un CD sur Toccata Classics : Chamber Music, Vol. 1 (Andrew Long violon, Ian Buckle piano) TOCC0539, 2010.